# Кимзе
Кимзе (на немски: Chiemsee) е най-голямото езеро в провинцията на Германия - Бавария - и трето по големина езеро в Германия. Обемът му е 2 047 840 000 m³, обиколката му 63,96 км (дължина на крайбрежието с островите 83 км). В езерото има три значими острова - Херенкимзе (Herrenchiemsee), Фрауенкимзе (Frauenchiemsee) и Краутинзел (Krautinsel). Трите острова образуват община Кимзе. 

## История
Езерото съществува от преди около 10 000 години. Създадено е от топенето на алпийски глетчер. Площта му тогава е била ок. 240 км² – около три пъти повече от днешната. 

## Островите
На о-в Херенкимзе крал Лудвиг II е построил замък по подобие на Версайския дворец в Париж. Строежът започва през 1878 г. На този остров се провежда дискусията за изработването на Конституцията на Федерална република Германия през 1948 г. 
На о-в Фрауенкимзе се намира женски манастир, основан през 782 г.

## Галерия
- Кимзе
- Източният бряг на езерото, снимка от Маукшпице
- Херенинзел с планината Кимгау (Chiemgauer Bergen)
- Изглед към Фрауенинзел
- Петер фон Хес: На Кимзе (средата на 19 век)
- Въздушна снимка на Кимзе през зимата
- Делтата на реката Гросахе
- Фрауенинзел